# ジョセフ・コーテス
ジョセフ・コーテス（Joseph Cortese、1948年2月22日 - ）は、アメリカ合衆国の俳優。

## 出演作品
- リーガルに恋して シーズン1
- ＢＯＮＥＳ　ボーンズ　-骨は語る- シーズン2
- ラスベガス シーズン3
- ファイティング×ガール
- 僕らの幸せ計画進行中
- 悪意／黒人牧師暗殺事件の真相
- 甘い囁き
- 夢に抱かれて
- アクセル／爆走マッハ４２８
- バイオレントヒート
- ジャック・ルビー
- ドラゴン・ファイト
- C.A.T.スクワッド2/国際テロパイソン・ウルフの挑戦状
- クライムエイリアン／何かがあなたを狙ってる（ジャック・ブレスリン）
- 明日があるなら （I 愛と野望／II 運命の出逢い／III 華麗なる逃亡）
- Ｃ.Ａ.Ｔ.スクワッド／対ゲリラ特別襲撃班
- 新フロム・ザ・ダークサイド 1
- バチカンの嵐
- デビルスピーク（ジェームソン牧師）
- エミリーの窓
- 複製人間の島